# ألدو ريكو
ألدو ريكو (بالإسبانية: Aldo Rico) هو عسكري وسياسي أرجنتيني، ولد في 4 مارس 1943. حزبياً، نشط في Movement for Dignity and Independence ‏.